# Sulayman Beg
Sulayman Beg fou amir o beg de la dinastia dels Karaman-oğhlu o Karamanoğulları, sovint anomenada també karamànida o dels karamànides. Era fill de Bedreddin Mahmud Bey.
Segons l'historiador Neshri va succeir al seu germà Yahşı Han Bey quan aquest va morir el 1317/1318. El 1318/1319 el seu germà Bedreddin I İbrahim Bey, que governava Laranda, va visitar al sultà mameluc i li va informar que el seu senyor havia llegit la khutba en nom seu i havia encunyat monedes citant el seu nom. No obstant algunes fonts indiquen que Yahşı Han Bey hauria viscut fins a una data posterior (vers 1342/1343) i l'hauria succeït Alâeddin Halil Mirza Bey.